# Cyphotylus proletus
Cyphotylus proletus är en mångfotingart som beskrevs av Loomis 1936. Cyphotylus proletus ingår i släktet Cyphotylus och familjen fingerdubbelfotingar. Inga underarter finns listade i Catalogue of Life.